# Parafia św. Barbary w Boguchwałach
Parafia świętej Barbary w Boguchwałach – parafia rzymskokatolicka znajdująca się w archidiecezji warmińskiej, w dekanacie Łukta.